# Federico Pizarro
Federico Pizarro (Buenos Aires, 17 gennaio 1927 – Buenos Aires, 5 aprile 2003) è stato un calciatore argentino, di ruolo centrocampista.

## Carriera

### Club
Ha giocato nel campionato argentino e cileno.

### Nazionale
Con la maglia della Nazionale argentina ha totalizzato 6 presenze tra il 1954 e il 1957.

## Palmarès

### Nazionale
- Campeonato Sudamericano de Football: 1

Perù 1957